# Sebadelhe da Serra
Sebadelhe da Serra é uma povoação portuguesa do Município de Trancoso que foi sede da extinta Freguesia de Sebadelhe da Serra, freguesia que tinha 12,16 km² de área e 130 habitantes (2011), e, por isso, uma densidade populacional de 10,7 hab/km².
Em 2013, a Freguesia de Sebadelhe da Serra foi extinta (agregada) tendo o seu território passado a fazer parte da nova União das Freguesias de Torre do Terrenho, Sebadelhe da Serra e Terrenho.

## História
Sebadelhe foi um categorizado concelho durante a Idade Média, com foral outorgado em 1220 por D. Afonso II, vindo a ser extinto em data incerta em finais do século XVII ou inícios do seguinte.
As Inquirições de 1258 citam a carta de 1220 e resumem os foros da “villa de Sabadeli”. Um dos privilégios de Sebadelhe era o de possuir senhor particular que seria um prestameiro especial diverso do rico-homem da “terra”.
O concelho tinha dois juízes simultâneos (Pero Domingues e Paio Viegas), de nomeação popular, como os próprios depuseram em 1258, o que marca certa importância medieval.
As Inquirições de 1290 assinalam a existência do concelho e julgado de Ssabaadilhi, onde não existiam então quaisquer honras, apesar de em 1258 terem sido citados alguns bens da Ordem do Hospital. A igreja era apresentada pelo próprio concelho de Sebadelhe, estando edificado na herdade real.
Sebadelhe da Serra fica na E.M. 583, a 18 km de Trancoso, à margem dos percursos mais utilizados do Concelho. Desenvolve-se ao longo de uma encosta debruçada sobre um vale profundo

## População
| População da freguesia de Sebadelhe da Serra | População da freguesia de Sebadelhe da Serra | População da freguesia de Sebadelhe da Serra | População da freguesia de Sebadelhe da Serra | População da freguesia de Sebadelhe da Serra | População da freguesia de Sebadelhe da Serra | População da freguesia de Sebadelhe da Serra | População da freguesia de Sebadelhe da Serra | População da freguesia de Sebadelhe da Serra | População da freguesia de Sebadelhe da Serra | População da freguesia de Sebadelhe da Serra | População da freguesia de Sebadelhe da Serra | População da freguesia de Sebadelhe da Serra | População da freguesia de Sebadelhe da Serra | População da freguesia de Sebadelhe da Serra |
| -------------------------------------------- | -------------------------------------------- | -------------------------------------------- | -------------------------------------------- | -------------------------------------------- | -------------------------------------------- | -------------------------------------------- | -------------------------------------------- | -------------------------------------------- | -------------------------------------------- | -------------------------------------------- | -------------------------------------------- | -------------------------------------------- | -------------------------------------------- | -------------------------------------------- |
| 1864                                         | 1878                                         | 1890                                         | 1900                                         | 1911                                         | 1920                                         | 1930                                         | 1940                                         | 1950                                         | 1960                                         | 1970                                         | 1981                                         | 1991                                         | 2001                                         | 2011                                         |
| 361                                          | 397                                          | 392                                          | 396                                          | 448                                          | 413                                          | 371                                          | 512                                          | 500                                          | 468                                          | 355                                          | 274                                          | 201                                          | 185                                          | 130                                          |

			
Por idades em 2001 e 2021			

| 0-14 anos | 15-24 anos | 25-64 anos | 65 e + anos |
| 18 \| 6   | 26 \| 8    | 80 \| 54   | 61 \| 62    |
| 10% \| 5% | 14% \| 6%  | 43% \| 42% | 33% \| 48%  |

## Património
- Igreja Matriz
- Capelas de Santo António e de S. João
- Alminhas
- Cruzeiros
- Penedo de Alcaria
- Penedo Carga de Alta
- Outros Locais: Moinhos de água (extintos)

## Actividades Económicas
Agricultura, pecuária e pequeno comércio

## Festividades
Nossa Senhora de Fátima (Agosto) e Santa Maria Madalena (primeira quinzena de Agosto)